# クラウス・ヘルト

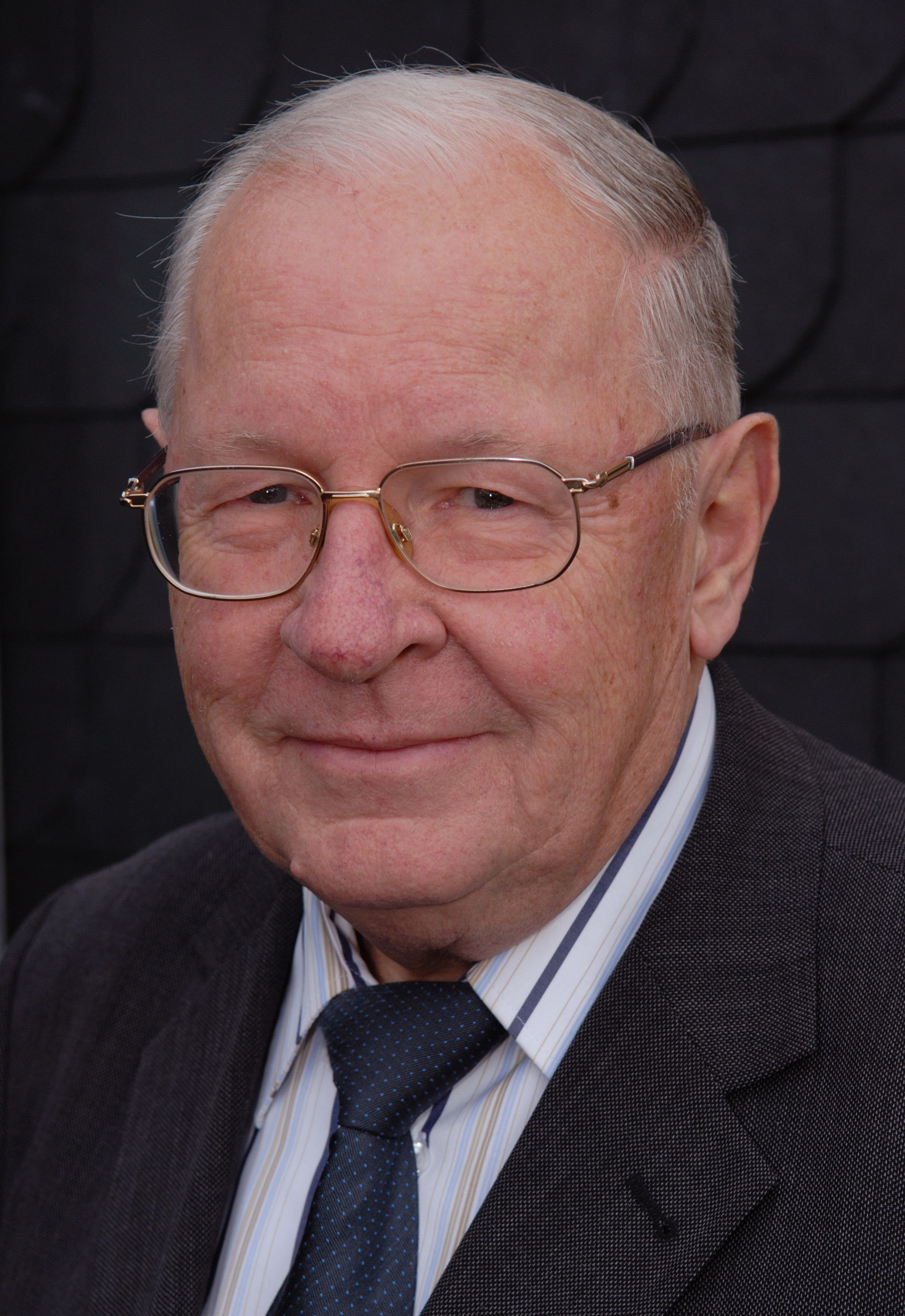
クラウス・ヘルト

クラウス・ヘルト（Klaus Held, デュッセルドルフ、1936年2月1日 - 2023年12月6日）は、ドイツの哲学者。
研究分野は、エトムント・フッサールとマルティン・ハイデッガーの現象学、古代哲学、政治哲学。

## 略歴
ドイツ国立学術財団の支援を受け、ヘルトは1956年から1962年にわたりミュンヘン大学、ボン大学、ケルン大学で哲学と古典文献学を学んだ。1962年にケルン大学で博士号を取得し、1963年から1970年まで哲学者ルートヴィヒ・ラントグレーベの助手を務めた後、1970年にハビリタチオンに合格した。1971年、アーヘン工科大学の教授に着任した。1974年、ヴッパータール大学の哲学講座に移り、同大学の評議員に就任した。以降、ヘルトのもとで学術研究・博士研究を行うため世界中から研究者や学生が集まった。1987年から1991年まで、ヴッパータール大学の学務副学長を務めた。2001年、名誉教授になった。教育基盤を整えた功績により、ヘルトは「ヴッパータール哲学の父」として知られている 。
1974年以降、ヘルトはヨーロッパ、南北アメリカ、アジア、そしてアフリカの各地で講義を行ってきた。過去には、研究員・客員教授として来日・滞在していたことがある（広島大学1987年、京都大学1993年、1996年、2001年、2005年）。また、ニューヨーク州立大学ストーニーブルック校（アメリカ、1991年、2003年）、香港中文大学（2003年）、ソウル国立大学（韓国、2007年）の客員教授も歴任した。
さらに、ヘルトはドイツ研究振興協会（DFG）の顧問を務め、ギムナジウムにおける哲学教育と国家試験の哲学科目について助言を与えた。1987年から1994年まで、ドイツ現象学協会の会長を務め、1992年から1998年の間、ヴッパータール大学とボーフム大学の「現象学・解釈学（Phänomenologie und Hermeneutik）」研究科の創設に携わり、研究科長を務めた（もう一人の研究科長はベルンハルト・ヴァルデンフェルス）。

## 業績
クラウス・ヘルトはエトムント・フッサールが創始した現象学の後継者として研究を続けている。ヘルトは現象学を「世界の現象学（Phänomenologie der Welt）」として、また古代ギリシア人が抱いた哲学と科学の最古の思想を近代において再興するプロジェクトとして理解している。フッサールの生活世界という概念とマルティン・ハイデッガーの思考における現象学的要素を主な参照項としている。ヘルトによる世界の現象学は「政治世界の現象学（Phänomenologie der politischen Welt）」と「自然的生活世界の現象学（Phänomenologie der natürlichen Lebenswelt）」に二分される。前者は、ハンナ・アーレントの思想を参照しつつ、政治哲学に対して新たな歴史的－体系的基礎づけを行おうとする試みである。

## 受賞歴
- 1963年：ケルン大学「1962年度最優秀博士論文賞」受賞
- 2002年：ドイツ連邦共和国功労賞
- 2004年：ドイツ・イタリア友好協会プレミオ・カポ・ツィルツェオ

## 著作
- Lebendige Gegenwart. Die Frage nach der Seinsweise des transzendentalen Ich bei Edmund Husserl, entwickelt am Leitfaden der Zeitproblematik, Phaenomenologica Band 23, Den Haag 1966
  - 新田義弘、小川侃、谷徹、斎藤慶典訳『生き生きした現在――時間と自己の現象学』北斗出版、1988年、新装版1997年
- ルドヴィク・ロブレクツ、クラウス・ヘルト、エンツォ・パチ著、粉川哲夫編訳『フッサールの現象学』せりか書房、1971年、増補版1978年
- Heraklit, Parmenides und der Anfang von Philosophie und Wissenschaft. Eine phänomenologische Besinnung, Berlin 1980
- Einführung in Husserls Phänomenologie, in: Edmund Husserl: Die phänomenologische Methode und Edmund Husserl: Phänomenologie der Lebenswelt, herausgegeben von Klaus Held, 3. Auflage, Stuttgart, 1998 und 2000
- Treffpunkt Platon. Philosophischer Reiseführer durch die Länder des Mittelmeers, Stuttgart 1990 (3. Auflage 2001, Taschenbuchausgabe 2009)
  - 井上克人、国方栄二監訳『地中海哲学紀行〔上〕――ミレトスからペラへ』晃洋書房、1996年
  - 井上克人、国方栄二監訳『地中海哲学紀行〔下〕――ペルガモンからイスタンブールへ』晃洋書房、1998年
- 小川侃編訳『現象学の最前線――古代ギリシア哲学・政治・世界と文化』晃洋書房、1994年
- La fenomenologia del mondo e i Greci, a cura di Renato Cristin, Mailand 1995
- 浜渦辰二訳『20世紀の扉を開いた哲学――フッサール現象学入門』九州大学出版会、2000年
- Phänomenologie der politischen Welt, Frankfurt am Main 2010
- Phänomenologie der natürlichen Lebenswelt, Frankfurt am Main 2012
- Europa und die Welt. Studien zur welt-bürgerlichen Phänomenologie, West-östliche Denkwege Band 22, Academia-Verlag, Sankt Augustin 2013

## クラウス・ヘルトに関する研究文献
- Heinrich Hüni und Peter Trawny (Herausgeber): Die erscheinende Welt. Festschrift für Klaus Held. Berlin 2002 (Beiträge von 42 Autoren)
- Tanja Staehler (Herausgeber): International Journal of Philosophical Studies, Volume 15 Issue 3 –Special Issue for Klaus Held: Reflections on Time, Mood, and Phenomenological Method (Beiträge von acht Autoren)
- Held, Klaus, in: Kürschners Deutscher Gelehrten-Kalender 2003. 19. Ausgabe. Band I: A – J. Bio-bibliographisches Verzeichnis deutschsprachiger Wissenschaftler der Gegenwart. K. G. Saur, München 2003, ISBN 3-598-23607-7, S. 1231
- 浜渦辰二（2000）「クラウス・ヘルト教授紹介」、『人文論集』（静岡大学）第50巻2号、279-303頁。